# Stackelbergiella phrygamophila
Stackelbergiella phrygamophila är en tvåvingeart som beskrevs av Boris Mamaev 1986. Stackelbergiella phrygamophila ingår i släktet Stackelbergiella och familjen gallmyggor.
Artens utbredningsområde är Turkmenistan. Inga underarter finns listade i Catalogue of Life.